# Cyclophora occidentalis
Cyclophora occidentalis är en fjärilsart som beskrevs av Lucas 1932. Cyclophora occidentalis ingår i släktet Cyclophora och familjen mätare. Inga underarter finns listade i Catalogue of Life.